# Jozef Gašpar
Jozef Gašpar (* 18. ledna 1952) je bývalý slovenský fotbalový brankář.

## Fotbalová kariéra
V československé lize hrál za Lokomotivu Košice v 70. a 80. letech 20. století. Nastoupil v 10 utkáních.

## Ligová bilance
| Ročník                                      | Zápasy | Góly | Klub                |
| ------------------------------------------- | ------ | ---- | ------------------- |
| 1. československá fotbalová liga 1973/74    | 1      | 0    | Lokomotiva Košice   |
| 1. československá fotbalová liga 1977/78    | 1      | 0    | Lokomotiva Košice   |
| 1. československá fotbalová liga 1979/80    | 3      | 0    | Lokomotiva Košice   |
| 1. slovenská národní fotbalová liga 1980/81 | –      | –    | LB Spišská Nová Ves |
| 1. slovenská národní fotbalová liga 1981/82 | 14     | 0    | LB Spišská Nová Ves |
| 1. československá fotbalová liga 1984/85    | 1      | 0    | Lokomotiva Košice   |
| 1. československá fotbalová liga 1985/86    | 4      | 0    | Lokomotiva Košice   |
| CELKEM 1. liga                              | 10     | 0    |                     |